# مجمع اللغة العربية على الشبكة العالمية
أُسِّس مجمع اللغة العربية على الشبكة العالمية، الشبكيُّ مُنْطَلَقاً، الّلغويُّ عطاءً، المكّيُّ نشأةً، السعوديُّ داراً ورعايةً، العربيُّ انتساباً وتواصلاً، العالميُّ رسالةً، بتاريخ 26 ربيع الأول 1433 هـ، على يد مُؤسسه أ. د. عبدالعزيز بن علي الحربي، ليكون مَرقبا يجمع صفوةً من حُذَّاقِ العربيَّة ونقبائها، ومرصدًا لحرّاسها ورقبائها، وليكون مفخرا من مفاخر الأمّة العربيّة الإسلاميّة عامّةً، وبلاد الحَرَمَيْن خاصَّةً.
وهو أولُ مجمعٍ لغويٍّ أُسِّس بنيانُه على الشبكة العالمية؛ لتكون اللغةُ العربية بين يدي العالم.

## رسالة المجمع
المضيُّ باللغة العربية إلى مقامِها الأعلى، مذلّلةَ القطوف، دانيةَ الظلال.

## رؤيته
تحقيقُ الريادة في خدمةِ لغة القرآن.

## منهجُه
تَقريبُ المَعرفة اللغويّة بأدوات العلم والتعليم والفتاوى اللغوية ونشر البحوث والمقالات وإصدار المجلات.

## أهداف المجمع
1. حراسةُ العربية والتّمكينُ لها، والتصدّي لما تتعرضُ له من تحريف وتشويه.
2. تصحيحُ الأغلاط الشائعة، ونَشر البديل والتعريف به.
3. العنايةُ باللهجات العامية في الجزيرة العربية، مما له أصلٌ عربيّ فَصيحٌ.
4. إبرازُ مكانة اللغة العربية وأسرارِها.
5. تيسيرُ العربية وتقريبُها.
6. إحياءُ التراث العربي.
7. تعليم اللغة العربية للناطقين بغيرها.

## المنتمون إلى المجمع
أُنشئَ بنيانُ المجمع على عُمُد قائمة من أولي الفضل والعلم والسعة، في هيكلة تضمُّ:
مجلسَ الأمناء، الذي يجمعُ صفوةً فاضلةً برئاسة الشيخ د. صالح بن عبد الله ابن حميد.
وعددًا كبيرا من الأعضاء المجمعيّين من علماءِ اللغة وغيرِها، ومجلسًا علميًّا يجمع رؤساءَ اللجانِ العلميةِ بالمجمع، ورجالاً من أولي الفضل والسعة من أبناءِ هذا الوطن البررة وغيره، ومنهم:
1. الشيخ ابن عقيل الظاهري.
2. الدكتور صالح بن عبد الله بن حميد.
3. الدكتور عبدالعزيز بن علي الحربي.
4. الدكتور عبد الرحمن السديس.
5. الدكتور عبد الرحمن بودرع.
6. الدكتور أحمد بن محمد الضبيب.
7. الدكتور أحمد مطلوب الناصري رئيس مجمع العراق.
8. الدكتور حامد بن صالح بن خلف الربيعي.
9. الدكتور سيد جهان جير.
10. الدكتور عبد الكريم عبد الرحمن خليفة رئيس مجمع الأردن.
11. الدكتور نوال بنت إبراهيم الحلوة
12. الدكتور محمد سعيد ربيع الغامدي

## إنجازات المجمع
بفضل من الله ونعمةٍ أنجز المجمعُ في نحوِ ثلاثين شهرًا إنجازاتٍ انشرحتْ لها صدورُ الذين أوتوا العلم، منها :
1. منتدى المجمع الذي بلغ زائروه أكثر من ١٣٦ مليونا، وفيه تُنشر قراراتُ المجمع وتنبيهاتُه، وأخبارُه، ومقالاتٌ علمية، وفتاوى لغوية، وغيرُ ذلك.
2. موقعٌ يجمع ذلك كلَّه وزيادة.
3. مجلةُ المجمع العلميةُ المحكمةُ، الورقيةُ، التي تُعنى بنشر البحوث والدراسات في اللغة العربية، ونشر قراراتِ المجمع وتنبيهاتِه ومقالاتِه وفتاويه.
4. كتبٌ وبحوث علمية يطبعها المجمع وينشرها، وقد نشر مجموعة من الكتب.
5. صفحةُ تويتر التي تَنشُرُ أخبارَ المجمع، وحصادَه، وتَنشرُ تغريداتٍ لغويةٍ يوميةٍ.
6. صفحةُ الفيسبوك، تجاوز متابعوها مئةَ ألف وعشرةَ آلاف.
7. قناة على (يوتيوب) تنشرُ بعضا من ندواتٍ ومحاضراتٍ ودروسٍ في اللغة العربية، لا سيما منجزات المجمعيين.

## بعض ما تميّز به المجمع
1. المجمع له صك وقفي على اللغة العربية، وهو أول وقف لغوي حسب علمنا.
2. النشــــــاط الشبــــكـــي: فلا يوجد منتدى يعمل لخدمة اللغة كالمجمع، ولا قناة كقناة المجمع، ولا حسابات من حيث المحتوى كمًا ونوعــا.
3. محاولة الشمولية وخدمة جميع الشرائح بما فيهم الطفل. لكن التميز في العناية بالتفسير.
4. المحاضرات الأسبوعية في كل سبت، التي لا تتخلف إلا في الأعياد، وكذلك الندوات الشهرية.
5. الاحتفاء بالشخصيات اللغوية الوطنية.
6. الفتاوى اللغوية التي تصدر عن لجنة مختصة بالفتاوى. وكذلك الفتاوى القصار، والفتاوى الشفوية اليومية، بواسطة هاتف المجمع.
7. النشرة الإخبارية اللغوية المذاعة. وهي من مبتكرات المجمع وأعماله التي تميز بها.
8. المتحـــــــف اللغــــــــــــــــــوي، وفيه مخطوطات لغوية، ولوحات بخطوط بديعة، وتعريفات بالمجامع اللغوية، وهو من مبتكرات المجمع.
9. يحرص المجمع على بيان علاقة اللغة بالحياة في قراراته وتنبيهاته وبرامجه. كما يحرص المجمع على التيسير والتشويق فيما يقدمه من برامج لغوية.
10. أصبح المجمع معلمًا يقصده المختصون القادمون إلى مكة (يستقبلهم ويهدي إليهم بعض مطبوعات المجمع ومجلته)
11. يعقد المجمع مؤتمرا في كل عام بالشراكة مع جهات أخرى.
12. للمجمع مجلة متميزة حصلت على تصنيف عالٍ بمعامل Arcif

-إلا أننا نعترف – وبكل شجاعة ووضوح/ أننا مقصرون في جانب كبير في رأي كثير من المحبين والناصحين، وهو ضعف الترويج والدعاية، ومع أن هذا التقصير حاصل إلا أن المجمع وبعض برامجه كالمحاضرات والندوات وبرنامج رشفات، وكذلك الدورات سرت سريان البدر في الفلك من دون دعاية ولا ترويج.
1. ↑  "معلومات عن مجمع اللغة العربية على الشبكة العالمية على موقع id.loc.gov". id.loc.gov. مؤرشف من الأصل في 2019-12-13.

## وصلات خارجية
- الموقع الرسمي